# Castanheira de Pêra
Castanheira de Pêra es una villa portuguesa en el distrito de Leiría, região Centro y comunidad intermunicipal de Leiría, con una población de cerca de 3600 habitantes.

## Geografía
Es sede de un pequeño municipio con 66,86 km² de área y 2657 habitantes (2021), formado por una freguesia. El municipio está limitado al nordeste por el municipio de Góis, al sudeste por Pedrógão Grande, al oeste por Figueiró dos Vinhos y al noroeste por la Lousã. El municipio fue creado en el año 1914, perteneciendo anteriormente a Pedrógão Grande.

## Demografía
| Gráfica de evolución demográfica de Castanheira de Pêra entre 1864 y 2021 |
|                                                                           |
| Datos según el nomenclátor publicado por el INE portugués.                |

## Freguesias
La freguesia de Castanheira de Pêra es la siguiente:
- Castanheira de Pêra e Coentral

## Aldeas
Castanheira de Pêra sólo tiene una aldea: Pera